# Кудрина, Екатерина Леонидовна
Екатери́на Леони́довна Ку́дрина (род. 10 января 1955, Мало-Осипово, Крапивинский район, Кемеровская область, РСФСР, СССР) ― советский и российский учёный, доктор педагогических наук, профессор; ректор Кемеровского государственного института культуры с 1995 по 2016 год. С 15 июня 2023 года ректор Московского государственного института культуры.
Автор более 160 опубликованных научных и учебно-методических работ.

## Биография
Родилась 10 января 1955 года в посёлке Мало-Осипово Крапивинского района Кемеровской области.

### Образование
В 1980 году окончила Кемеровский государственный институт культуры; в 1992 году — аспирантуру этого же вуза и защитила диссертацию на соискание ученой степени кандидата педагогических наук на тему «Формирование художественно-эстетической культуры личности в условиях досуговой сферы». В 1999 году окончила докторантуру Московского государственного университета культуры и искусств и защитила докторскую диссертацию на тему «Диверсификация высшего профессионального образования в сфере культуры и искусства». С 1995 года — доцент, с 1999 года — профессор.

### Деятельность
Трудовую деятельность Екатерина Кудрина начала с должности заведующей автоклубом районного отдела культуры Крапивинского района. С 1974 по 1986 год прошла путь от методиста до директора областных постоянно-действующих курсов повышения квалификации работников культуры и искусства управления
культуры Кемеровского облисполкома.
С 1986 года находилась на педагогической работе: по 1989 год работала преподавателем кафедры управления и экономики социально-культурной сферы,
с 1989 года — начальником научно-исследовательского сектора, а затем — директор научно-образовательного центра Кемеровского государственного института культуры. С 1993 года — проректор по учебной работе, в 1995 году была избрана ректором вуза, проработав на этой должности по март 2016 года.
В последнее время работала в АНО дополнительного профессионального образования «ЦРМК — ОБРАЗОВАТЕЛЬНЫЕ ПРОГРАММЫ».
25 июля 2022 года заместитель министра культуры РФ Ольга Сергеевна Ярилова представила Екатерину Леонидовну Кудрину как исполняющую обязанности ректора Московского государственного института культуры.

## Заслуги
Е. Л. Кудрина — действительный член Международной академии информатизации и Международной академии наук высшей школы, член-корреспондент Российской академии естественных наук. Заслуженный работник культуры Российской Федерации. Награждена золотой медалью в сфере образования и культуры Республики Монголия им. Намнандоржа; серебряной юбилейной медалью Российской академии естественных наук; кавалер Почетного золотого знака «Общественное признание». Также награждена орденом РПЦ святой равноапостольной княгини Ольги III степени, орденом Почёта Кузбасса, бронзовым знаком «За заслуги перед городом Кемерово» и многими медалями, в числе которых «За особый вклад в развитие Кузбасса» III степени, «60 лет Кемеровской области», «70 лет Кемеровской области».
Её имя занесено в энциклопедии «Женщины Сибири», «Сибирь в лицах», «Золотые страницы Кузбасса», а также в справочники «Профессорский корпус Кузбасса», «Кто есть кто в Западно-Сибирском отделении РАЕН».